# سازند قرمز پایینی
سازند قرمز پایینی از سازندهای زمین‌شناسی ایران با سن الیگوسن در ایران مرکزی است. این سازند شامل رسوبات قرمز رنگی است که بین لایه‌های آتشفشانی- رسوبی ائوسن و لایه‌های دریایی الیگو - میوسن (سازند قم) قرار دارد. وجه تمایز سازند قرمز پایینی از سازند قرمز بالایی در آن است که مستقیماً در مرز زیرین سازند قم در ناحیه قم و هر جای دیگری از حوضه ترسیر ایران مرکزی دیده می‌شود. در ناحیه قم، رسوبات سازند قرمز زیرین، در مرکز تاقدیس‌ها یافت می‌شود و تناوبی از مارن‌های رس‌دار رنگارنگ است که در آن لایه‌های گچ، شیل، سیلتستون و ماسه‌سنگ هماتیتی هم یافت می‌شود. در بخش انتهایی سازند، گاهی لایه‌های آتشفشانی هم با ضخامت متفاوت دیده شده‌است.
سنگ‌شناسی سازند قرمز پایینی شامل شیل، سیلت، گل‌سنگ، ماسه‌سنگ، لایه‌های ژیپس به همراه نمک، سنگ‌های آتشفشانی و سنگ‌های پیروکلاستیک الیگوسن است که ضخامت آن بین ۳۰۰ تا ۱۰۰۰ متر بوده و بیشترین ضخامت آن در حوضه قم به ۱۰۰۰ متر می‌رسد.
منبع تغذیه نمک گنبدهای نمکی استان سمنان سازندهای ائو - الیگوسن قرمز پایینی و بالایی است. نهشته‌های سازند قرمز پایینی عامل پدید آمدن برخی از گنبدهای نمکی پیرامون گرمسار و ایوانکی در ائو - الیگوسن است. تعداد گنبدهای نمکی جنوب سمنان حدود ۴۰ عدد است که از جالبترین انواع موجود در دنیا به‌شمار می‌روند. تمام این گنبدها بیش از ۱۰۰ متر از زمین‌های اطراف خود بالاتر آمده‌است و عموماً بیش از ۸ کیلومتر قطر دارند. سنگ‌های احاطه‌کننده آن‌ها از نوع مارن و ماسه‌های مارنی بوده و در مرز نمک‌ها، لایه‌های ژیپس وجود دارد که تقریباً به حالت قائم درآمده‌اند. در داخل برخی گنبدهای نمکی، سنگ‌های آتشفشانی و نفوذی نیز دیده می‌شود.